# 浅野氏祐
浅野 氏祐（あさの うじすけ、天保5年（1834年） - 明治33年（1900年）1月8日） は、江戸時代末期の幕府旗本、若年寄、明治時代の静岡県参事、徳川公爵家の家令。江戸時代には次郎八や一学の通称や、伊賀守・美作守などの官位名を名乗っていた。

## 経歴
旗本浅野氏綏の子で下総国香取郡（現在の香取市）に禄高2000石の知行地を有する。広島藩主の浅野氏とは無関係である。
安政3年（1856年）、小姓組入りし、万延元年（1860年）閏3月使番より目付となり、文久元年（1861年）、諸太夫に列して従五位下、伊賀守に叙任される（のちに美作守になる）。朝廷を説得する為、長州藩主毛利敬親の命を受けた公武合体・開国派である長井雅楽を京都所司代酒井忠義とともに支援する為に京に行くことを命ぜられた。翌年4月に長井に相反する尊王攘夷派の久坂玄瑞らの朝廷への工作により情勢が不利となり、長井も帰ったので、江戸に戻る。
6月7日、大目付・大久保忠寛、目付・神保長興とともに征夷大将軍・徳川家茂上洛用掛となる。7月26日大目付となり、10月神奈川奉行となり、文久3年（1863年）5月、外国奉行を兼帯するが、7月に免職となる。更に職務において不束を咎められ隠居蟄居を命ぜられた。元治元年(1864年)9月15日、製鉄所御用掛として復し、同じく製鉄所御用掛の小栗忠順、栗本鋤雲ら共に、用地の選定や技術供与国であるフランスとの折衝に当たり、又両者と共に幕府陸軍の改革についてもフランスと協議する。慶応元年（1865年）5月、陸軍奉行並に転出し、慶応2年（1866年）9月27日、再び外国奉行となり、フランス駐在を命ぜられたが、10月15日に向山一履と交代され、渡仏することなく、勘定奉行に転出した。慶応3年（1867年）3月、再び陸軍奉行並を兼帯し、4月若年寄並となり、陸軍奉行を兼帯し、来日したフランス軍事顧問団との折衝役を務めた。

### 戊辰戦争前後と明治以後
慶応4年（1868年）正月、歩兵奉行向井豊前守やシャノワンらと順動丸で大坂に行き、江戸の様子を知らせに大坂城に入る。そこはまさに徳川慶喜の大阪城脱出当日であり、この江戸退去に従う。慶応4年（1868年）2月12日、松平春嶽の意見を容れて、慶喜が江戸城を退去し、上野寛永寺大慈院に移る際に平岡道弘らと随行した。4月には、慶喜に随行して水戸に行き、徳川家達が静岡藩に移封されるとこれに従う。明治2年（1869年）8月、静岡藩権大参事となり、廃藩置県後、静岡県参事（県知事に相当する）となり、明治5年（1872年）7月、職を辞する。明治23年（1890年）から明治28年（1895年）まで公爵徳川家の家令を勤め、明治33年に没した。